# Шум, Ицхак
Ицхак Шум (ивр. יצחק שום‎; род. 1 сентября 1948, Кишинёв) — израильский футболист и тренер.

## Биография
Родился в Кишинёве в 1948 году, спустя десять лет репатриировался с родителями в Израиль.

### Клубная карьера
Начал футбольную карьеру в клубе «Хапоэль» Кфар-Саба. Становился чемпионом Израиля и дважды выигрывал кубок Израиля.

### Карьера в сборной
За национальную сборную Израиля провёл 76 матчей и забил 9 мячей.

### Тренерская карьера
В 2001 году Шум стал главным тренером своего бывшего клуба «Хапоэль» Кефар-Сава, в 2002 году возглавил «Маккаби» Хайфа, которым до него руководил Аврам Грант. Во многом благодаря Шуму клуб смог дойти до группового этапа Лиги чемпионов 2002/03, где одержав две победы в группе, занял 3 место и отправился в Кубок УЕФА, где выбыл в 1/16 финала, проиграв греческому «АЕКу» с общим счётом 1:8.
По окончании сезона Шум отправился в Грецию тренировать «Панатинаикос». Через год возглавил болгарский «Литекс». В июне 2005 года Шум стал главным тренером российского клуба «Алания» Владикавказ, с которым проработал лишь три месяца. В 2006 году тренировал «Хапоэль» Тель-Авив, а с 2007 по 2008 год иерусалимский «Бейтар».